# الإعلام الكردي

## بداية الاعلام الكردي 1897
قال العلامة محمد أمين ذكي في كتابه خلاصة تاريخ كرد وكردستان من أقدم العصور التاريخية حتى الآن والمترجم إلى العربية في صفحة 306: إن أول جريدة كردية على ما نعلم صدرت تحت عنوان (كردستان) هي التي أصدرها (مدحت بك) حفيد بدرخان بك في إسطنبول عام 1315هـ/1897م) ولما مرض مدحت بك استلم أصدرها أخوه عبد الرحمن بك في القاهرة ثم في جنيف...).
أما الكاتب سلمان عثمان كوني ره ش في كتابه الأمير جلادت بدرخان -حياته وفكره- فيقول في الصفحة 26 : ففي عام 1898 وفي مصر أصدروا جريدة باسم كردستان حيث كانت أعداد كثيرة منها توزع في مناطق مختلفة من كردستان عن طريق سوريا ...) وينسب هذا الكلام إلى المصدر رقم 4 في نهاية الفصل الثاني : 4- تقول الأميرة (روشن بدرخان) بأن هذه الجريدة كانت تصدر في إسطنبول قبل صدورها في القاهرة.
وإذا قارنا بين المصدرين سنرى بأن هناك اتفاق على أن مكان الجريدة الأول هو في إسطنبول لكن مكان الصدور المعروف للصحافة الكردية والمجمع عليه من معظم الوسط الإعلامي هو القاهرة. 
وإذا كان هناك اختلاف في المكان فهذا يدل إلى الاختلاف في التاريخ ففي عام 1897م كان الأخوان أمين عالي ومدحت في إسطنبول.
ولكن من الذي أصدر جريدة كردستان هل هو مدحت بك أم أخوه أمين عالي أم الاثنين معاً؟ 
يقول العلامة محمد أمين زكي بأن مدحت بك هو الذي أصدرها، وأصدرها من بعده أخوه عبد الرحمن، ولا يأتي بذكر أمين عالي، أما الكاتب سلمان عثمان فقد استخدم فعل الجمع في الصدور مما يدل إلى أنه أكثر من شخص قد أصدر هذه الجريدة، إلا أنه ذكر هذا الكلام ضمن الفقرة التي يتحدث فيها عن أمين عالي وهذا يعني بأن أمين عالي كان لهُ دور في صدور الجريدة.

## التاريخ الرسمي لبداية الصحافة الكردية
هو 22 نيسان 1898 وهو التاريخ المجمع عليه، وعادةً ما يحتفل بهذا التاريخ وفي هذا التاريخ صدرت جريدة كردستان في القاهرة، ولكن حتى هذا التاريخ هناك من يختلف عليه بيوم مؤخر أو مقدم وتشير بعض الوثائق إلى يوم 21 أو 20 نيسان والمقالات المقصودة هي التي نشرت في مجلات كردية معروفة ومواقع كردية مختصة في مجال الثقافة، والمؤسس الحقيقي للصحافة الكردية كما يجمع عليه معظم الوسط الإعلامي هو مقداد مدحت بدرخان باشا أمير جزيرة بوتان، وهو نفسه صاحب الامتياز لجريدة كردستان النصف الشهرية، التي صدرت في القاهرة في يوم الخميس 22 نيسان 1898م – 30/ ذي القعدة/1315 وصدرت أعدادها من العدد 1- 5 صدرت في القاهرة، ومن العدد 6- 19 صدرت في جنيف ولقد قام بتحريرها شقيقه عبد الرحمن بك، ومن العدد 20- 23 صدرت ثانيةً في القاهرة أشرف على تحريرها ثريا بدرخان، والعدد 24 صدر في لندن، ومن العدد 25 - 29 صدرت في مدينة فولكستون جنوب إنكلترا، ومن العدد 30- 31 صدرت في جنيف. ولقد احتجبت بعد 14 نيسان 1902م – 6/ محرم/1320هـ. وعدد صفحاتها أربع صفحات وطبعت في القاهرة في مطبعة الهلال وكانت أعدادها الصادرة 6.
1. صحيفة (روزا كرد- يوم الكرد roja kurd) 1331 هجري والتي أصدرتها جمعية هيوى في إسطنبول وأصدرها عبد الكريم أفندي وهو من أهالي السليمانية، ولقد تغير اسمها وصار (هتاوي كرد – شمس الكرد).
2. صحيفة (زين- الحياة jin) 1919م – 1337 هجري، والتي صدرت في إسطنبول وأصدرها حمزة وممدوح سليم وكمال فوزي، وكان هدفها تحقيق مبدأ كردستان للكرد.
3. صحيفة( بيشكه وتن – التقدم pesketin)، وهي أول صحيفة كردية ظهرت في السليمانية.
4. صحيفة (بانكي كردستان- صدى كردستان bangi kurdistan ) 2 آب 1922م، وا التي أصدرها الفريق الحاج مصطفى باشا.
5. صحيفة (روز كردستان – يوم كردستان roj Kurdistan) أصدرها – محمد نوري أفندي – كانت لسان حال حكومة الشيخ محمود استمرت في الظهور حتى 3 آذار 1923م في مدينة السليمانية.
6. صحيفة (بانكي حق – صدة الحق bangi heq) 1923م، في السليمانية.
7. صحيفة (اميدي استقلال – أمل الاستقلال)، في السليمانية.
8. صحيفة (زيانه وه ) 1924م، في السليمانية، ثم بدلت باسم (زيان – الحياة ) في 1925م.
9. صحيفة ( دياريي كوردستان – هدية كردستان diyari Kurdistan) 1925م، والتي أصدرها صالح زكي صاحبقران – باللغات الكردية والعربية والتركية.
10. صحيفة (بانكي كوردستان – صدى كردستان ) 1925م، والتي أصدرها الحاج مصطفى باشا للمرة الثانية في بغداد.
11. صحيفة ( زار كرمانجي – اللهجة الكرمانجية zari kurmanci) 1344 هجري، أصدرها السيد حسين المكرياني في مدينة رواندز.[1]

## الصحافة الكردية فيسوريا(مجلة هاوار) 15 أيار 1932م
في 26 تشرين أول 1931م حصل الأمير جلادت بدرخان على الموافقة من الحكومة السورية في إصدار مجلته هاوار، وطبع العدد الأول منها في دمشق في 15 أيار 1932م، وتوقفت مجلة هاوار عن الصدور نهائياً عند العدد 57 في 15 آب 1943م.
المحتويات الرئيسية للعدد الأول لمجلة هاوار :فقد كانت المساحة الكبرى مخصصة لقواعد الألف باء الكردية Alfabeya kurdi و احتوت أيضا على قاموس كردي Ferhengokوعلى أشعار مثل قصيدة Buhar (الربيع) و غيرها من مواد مثل مقال للدكتور كاميران بدرخان. 
مجلة روناهي ( النور) 1/4/1943م أصدرها الأمير جلادت بدرخان في دمشق وقد كانت دوريتها كل شهر أصدرت باللغة الكردية، العدد الأخير لمجلة روناهي كان في شهر آذار1945م صدر 28 عدد منها.
مجلة روزانوو (اليوم الجديد) 3 أيار 1943م، أصدرها الدكتور كاميران بدرخان أخو المير جلادت في بيروت صدرت باللغتين الكردية والفرنسية.

## أول بث لقناة فضائية كردية
بدأ بث أول بث لقناة كردية فضائية من بروكسل في شهر أيار من عام 1994م باسم (تلفزيون ميد، وقد سبقت القناة الفضائية (MED TV) الكثير من الدول في مجال البث الفضائي، وبالتالي يكون الكرد قد دخلوا مجال البث الفضائي قبل الكثير من دول المنطقة.

### أول مطبعة كردية
1915 أسسها حسين حزني مقراني في حلب و اختار ثلاث إشارات جديدة لأجل التعبير عن الأحرف الصوتية الكردية التي لا توجد في العربية والتي تستخدم في الفارسية بشكل أساسي.

## أول جريدة يومية كردية
كانت أول صحيفة تصدر باللغة الكردية الرسمية ( بالحروف اللاتينية) آذاديا ولات(azadiya welat ولم يعرف التاريخ لصدورها.

## أول مجلة كردية
روژ كرد (نهار كرد) إصدرت من قبل الجمعية الطلابية هيفي في 6 حزيران 1913م.

## أول راديو يبث باللغة الكردية
كان أول بث للراديو باللغة الكردية من سوريا وهو راديو جودي منذ 14 حزيران 2013.